# Isola di Čichačëv
L'isola di Čichačëv (in russo Остров Чихачёва?) è una piccola isola russa del mar del Giappone, nell'Estremo Oriente russo. Appartiene amministrativamente al Ol'ginskij rajon del Territorio del Litorale. Sulla sommità dell'isola c'è un faro, gestito dal servizio idrografico dell'Ol'ginsky rajon.

## Geografia
L'isola di Čichačëv si trova a soli 600 m a sud di capo Škot (мыс Шкота), all'ingresso della baia di Olga (залив Ольги), in fondo alla quale si trova la cittadina omonima.
L'isola misura circa 800 m per 600 m di larghezza; è rocciosa con coste ripide ed è in parte coperta da vegetazione.

## Storia
L'isola di Čichačëv è stata esplorata nel 1859 dall'equipaggio della corvetta a vapore America. Ha preso il nome del capitano Nikolaj Matveevič Čichačëv (in seguito divenuto ammiraglio della Marina Imperiale Russa), membro della  spedizione dell'Amur guidata da Gennadij Ivanovič Nevel'skoj (1851-1853).